# Sint-Josephsberg

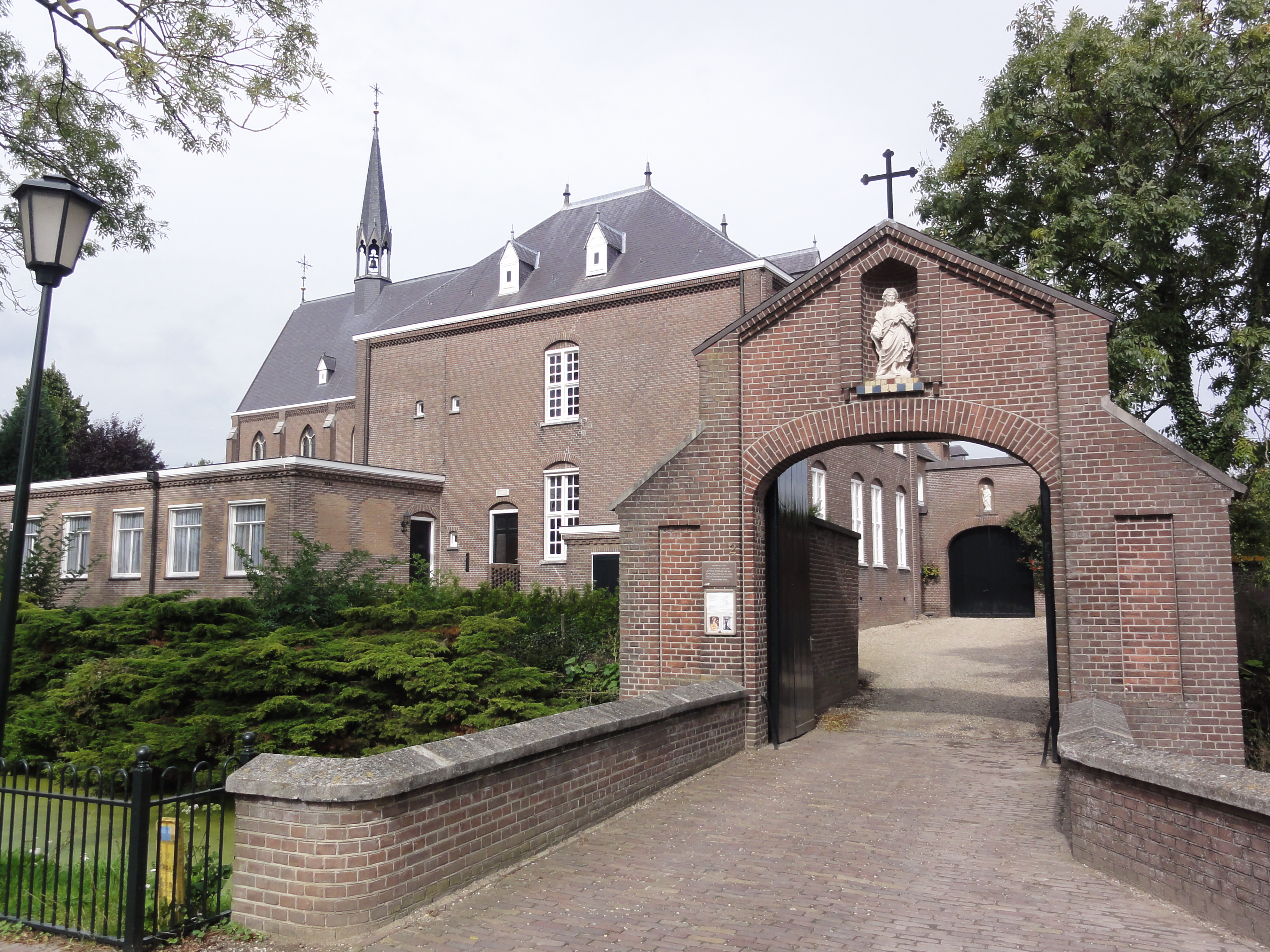
Poort met op de achtergrond de kapel van het klooster

Het clarissenklooster Sint-Josephsberg te Megen is het oudste nog bestaande clarissenklooster in Nederland. De zusters behoren tot de zogeheten Federatie van de heilige Clara, evenals die te Nijmegen.
Het klooster werd ingewijd in 1721, nadat de clarissen van Elisabethsdal te Boxtel door de autoriteiten gedwongen waren om uit de Meierij van 's-Hertogenbosch te vertrekken. Megen had daarentegen een aparte status binnen de Republiek der Nederlanden en kende godsdienstvrijheid. Het klooster werd gebouwd op de plaats waar zich in 1720 nog de ruïne van het kasteel van de graven van Megen bevond. De zusters kregen steun van de clarissen te Hoogstraten.
In 1727 eigende de Republiek zich de inkomsten van het klooster toe, waarop de zusters nieuwe inkomstenbronnen moesten zoeken, zoals de fabricage van vlugzout en balsem, en vanaf 1766 een hostiebakkerij.
In 1798 werden de zusters door de Fransen verdreven, doch toen het graafschap in 1800 aan de Bataafse Republiek werd verkocht mocht het klooster weer functioneren. Doch in 1810 werd Megen ingelijfd door Napoleon en in 1812 werd tot opheffing van de kloosters bevolen.
Onder het bewind van koning Willem I, na 1814, mocht het klooster geen novicen aannemen. In het geheim werden echter 15 novicen aangenomen. In 1840, onder koning Willem II, verdween de onderdrukking van het kloosterleven. In 1876 werd Kasteel Ammersoyen te Ammerzoden aangekocht, waarin eveneens een clarissenklooster werd gesticht. In 1896 konden de clarissen hun klooster te Megen, dat formeel eigendom was van de Staat, terugkopen en in 1898 werd een nieuwe kloosterkapel ingewijd.
In 1934 werd vanuit Megen en Ammerzoden in Indonesië, te Cikurug op Java, een klooster gesticht. Na de Japanse bezetting verhuisde dit naar Pacet, eveneens op Java, waar het klooster nog steeds bestaat.
De zusters uit Ammerzoden kwamen in 1945, ten gevolge van de Tweede Wereldoorlog, in Hoogcruts terecht, en een aantal van hen hebben tot 1957 nog in Kerkrade gewoond. De zusters uit Hoogcruts stichtten in 1951 een klooster in Hengelo. In 1960 werd door hen in Nieuwe Niedorp een klooster gesticht dat tot 1989 heeft bestaan. De zusters die achterbleven verhuisden in 1970 naar Silvolde, alwaar in 1981 het klooster werd opgeheven, waarop het grootste deel van de zusters, samen met enkelen uit Megen en Nieuwe Niedorp, het Clarissenklooster "De Bron" te Nijmegen stichtten.
Ondertussen namen een aantal zusters uit Megen in 1987 het initiatief tot het stichten van het rusthuis "Het Witven" te Someren. Hier zijn uiteindelijk veel clarissen, ook die van andere kloosters, terechtgekomen.